# Unterer Schönalmsee
Unterer Schönalmsee är en sjö i Österrike.   Den ligger i förbundslandet Salzburg, i den centrala delen av landet, 230 km sydväst om huvudstaden Wien. Unterer Schönalmsee ligger 1 711 meter över havet.
I omgivningarna runt Unterer Schönalmsee växer i huvudsak blandskog. Runt Unterer Schönalmsee är det glesbefolkat, med 20 invånare per kvadratkilometer.